# Pedro Mendes (calciatore 1999)
Pedro Manuel Lobo Peixoto Mineiro Mendes, noto semplicemente come Pedro Mendes (Guimarães, 1º agosto 1999), è un calciatore portoghese, attaccante del Modena.

## Carriera

### Club

#### Gli inizi, Sporting e i prestiti
Cresciuto nel settore giovanile del Moreirense, squadra di Guimaraes, viene acquisito nel 2017 dallo Sporting Lisbona, che lo aggrega alla squadra Under 23 con cui mette a segno 17 gol e 2 assist in 24 partite nelle stagioni 2018/19 e 2019/20.
L’esordio in prima squadra avviene il 19 settembre 2019 nel match di Europa League in casa del PSV: Mendes entra all’80’ e due minuti più tardi segna la rete del raddoppio dello Sporting senza riuscire però ad evitare la sconfitta per 3-2. In quella stagione scende in campo 12 volte con la maglia della prima squadra fra Europa League e massimo campionato portoghese. L’anno seguente lo Sporting lo cede in prestito per sei mesi all’Almería, nella seconda lega spagnola e nella seconda parte di stagione torna in Portogallo, questa volta al Nacional, dove mette a segno 2 gol in 12 presenze. Nel 2021/22 approda in prestito al Rio Ave, seconda divisione portoghese e sigla 11 gol e 1 assist in 34 partite di campionato, contribuendo alla promozione della squadra in massima serie.

#### Ascoli
Il 29 agosto 2022 firma un contratto fino al 30 giugno 2025 con l'Ascoli, militante in Serie B. Il 10 settembre seguente, esordisce con i marchigiani nella partita di campionato in casa del Perugia, subentrando a Sofiane Bidaoui. Il 24 ottobre, segna la sua prima rete nel successo casalingo sul Cagliari per 2-1.

#### Modena
Il 16 luglio 2024, Mendes passa a titolo definitivo al Modena, sempre in Serie B, con cui firma un contratto triennale, con opzione per un'ulteriore stagione. Il 23 agosto segna il suo primo gol con i Canarini, firmando il punto del definitivo sorpasso sul Bari (2-1). 

### Nazionale
Nelle nazionali giovanili vanta 5 presenze e 1 gol con l’Under-18 e 2 presenze con l’Under-21.

## Statistiche

### Presenze e reti nei club
Statistiche aggiornate al 13 maggio 2025.
| Stagione        | Squadra          | Campionato      | Campionato | Campionato | Coppe nazionali | Coppe nazionali | Coppe nazionali | Coppe continentali | Coppe continentali | Coppe continentali | Altre coppe | Altre coppe | Altre coppe | Totale | Totale |
| Stagione        | Squadra          | Comp            | Pres       | Reti       | Comp            | Pres            | Reti            | Comp               | Pres               | Reti               | Comp        | Pres        | Reti        | Pres   | Reti   |
| --------------- | ---------------- | --------------- | ---------- | ---------- | --------------- | --------------- | --------------- | ------------------ | ------------------ | ------------------ | ----------- | ----------- | ----------- | ------ | ------ |
| 2019-2020       | Sporting Lisbona | PL              | 6          | 0          | CP+CdL          | 0               | 0               | UEL                | 6                  | 1                  | SP          | -           | -           | 12     | 1      |
| 2020-gen. 2021  | Almería          | SD              | 10         | 0          | CR              | -               | -               | -                  | -                  | -                  | -           | -           | -           | 10     | 0      |
| gen.-giu. 2021  | Nacional         | PL              | 12         | 2          | CP              | -               | -               | -                  | -                  | -                  | -           | -           | -           | 12     | 2      |
| 2021-2022       | Rio Ave          | LdH             | 34         | 11         | CP+CdL          | 5+4             | 0               | -                  | -                  | -                  | -           | -           | -           | 43     | 11     |
| 2022-2023       | Ascoli           | B               | 30         | 4          | CI              | 1               | 0               | -                  | -                  | -                  | -           | -           | -           | 31     | 4      |
| 2023-2024       | Ascoli           | B               | 27         | 11         | CI              | 1               | 0               | -                  | -                  | -                  | -           | -           | -           | 28     | 11     |
| Totale Ascoli   | Totale Ascoli    | Totale Ascoli   | 57         | 15         |                 | 2               | 0               |                    | -                  | -                  |             | -           | -           | 59     | 15     |
| 2024-2025       | Modena           | B               | 26         | 5          | CI              | -               | -               | -                  | -                  | -                  | -           | -           | -           | 26     | 5      |
| Totale carriera | Totale carriera  | Totale carriera | 145        | 33         |                 | 11              | 0               |                    | 6                  | 1                  |             | 0           | 0           | 162    | 34     |

## Palmarès

### Club

#### Competizioni nazionali
- Segunda Liga: 1

Rio Ave: 2021-2022